# Hipoteza continuum
Hipoteza continuum (CH, ang. continuum hypothesis) – hipoteza teorii mnogości dotycząca mocy zbiorów liczb naturalnych i liczb rzeczywistych. Mówi ona, że nie ma pomiędzy nimi żadnej wielkości pośredniej. Innymi słowy, continuum to najmniejsza liczba nieprzeliczalna, co można zapisać symbolicznie: 
|  |  | {\displaystyle \aleph _{1}={\mathfrak {c}}.} |

Hipotezę tę sformułował w XIX wieku Georg Cantor; znalazła się ona wśród problemów Hilberta, jako pierwsza na liście. W XX wieku udowodniono, że problem ten jest nierozstrzygalny dla standardowej teorii mnogości, tj. niezależny od aksjomatów Zermela-Fraenkla.

## Historia problemu
Hipoteza ta została postawiona w roku 1878 przez Georga Cantora. Posługując się rozumowaniem przekątniowym, Cantor wykazał, że moc zbioru liczb naturalnych jest mniejsza niż moc zbioru liczb rzeczywistych, czyli:
|  |  | {\displaystyle \aleph _{0}<{\mathfrak {c}}.} |

W jego dalszych rozważaniach pojawiło się następujące, naturalne pytanie: „czy istnieje zbiór, którego moc jest większa od mocy zbioru liczb naturalnych, a zarazem mniejsza od mocy zbioru liczb rzeczywistych?”, jednakże odpowiedź na nie okazała się być dalece nieoczywista. Cantor wysunął hipotezę – zwaną właśnie hipotezą continuum – że takiego zbioru nie ma. Nie potrafił jej jednak udowodnić, co sprawiło, że zwątpił w sensowność stworzonej przez siebie teorii mnogości.
W 1940 roku ukazała się praca Kurta Gödla, w której autor dowiódł, że hipoteza continuum jest niesprzeczna z aksjomatami ogólnie przyjętej teorii mnogości Zermela-Fraenkla. W 1963 roku Paul Cohen udowodnił niezależność hipotezy continuum od wspomnianych aksjomatów, co oznacza, że nie popadając w sprzeczność, można do nich dołączyć zarówno zdanie stwierdzające prawdziwość hipotezy, jak i jego zaprzeczenie.

## Uogólnienie
Uogólniona hipoteza continuum (GCH, ang. generalized continuum hypothesis) to zdanie mówiące, że dla żadnego zbioru nieskończonego {\displaystyle A} nie istnieje zbiór {\displaystyle B,} którego moc byłaby większa od mocy zbioru {\displaystyle A,} ale mniejsza od mocy zbioru potęgowego {\displaystyle A.} Uogólniona hipoteza continuum pociąga aksjomat wyboru. Jednym z jej następstw jest następujące twierdzenie Jesienina-Wolpina:
Przy założeniu GCH dla każdej nieprzeliczalnej liczby kardynalnej {\displaystyle \lambda } istnieje zwarta przestrzeń Hausdorffa {\displaystyle K} ciężaru {\displaystyle \lambda } o tej własności, że każda przestrzeń Banacha ciężaru {\displaystyle \lambda } jest izometrycznie izomorficzna z podprzestrzenią liniową przestrzeni {\displaystyle C(K),} tj. przestrzeni Banacha funkcji ciągłych na {\displaystyle K} z normą supremum.